# Тафеа (футбольный клуб)
«Тафеа» (фр. и англ. Tafea FC) — футбольный клуб из Порта Вилы, Вануату.
В местном чемпионате клуб имеет богатую историю, так как является многократным чемпионом страны. Именно поэтому ФК «Тафеа» по праву считается самым успешным клубом Вануату. Среди достижений команды также выход в финал Кубка чемпионов ОФК 2000-01 (аналог Лиги Чемпионов УЕФА в Океании), где она проиграла австралийскому клубу Воллонгонг Вулфс.

## Достижения
- Первый дивизион Вануату: 16 побед

1994, 1995, 1996, 1997, 1998, 1999, 2000, 2001, 2002, 2003, 2004, 2005, 2006, 2007, 2008-09

## Выступления в континентальных соревнованиях
- Лига чемпионов ОФК:

2007-08 — Групповой этап
- Кубок чемпионов ОФК (5 участий)

1987 — сб.Вануату (выступавшая как ФК Тафеа)
1999 — 1ый раунд — Группа C — 2-е место — 4 очка
2000-01 — 2-е место — проиграли Воллонгонг Вулфс  1:0 (финал)
2004-05 — 3ье место — победа над АС Пираэ  3:1 (матч за 3ье место)
2006 — 1ый раунд — Группа B — 3ье место — 4 очка